# Alice Kellen
Alice Kellen (Valencia, 1989) es una escritora española de literatura romántica juvenil y adulta. Comenzó su carrera como escritora en 2013 con Llévame a cualquier lugar y ha seguido publicando hasta la actualidad, contando ya con quince libros en el mercado. 

## Biografía
No se sabe mucho de la vida personal de la autora, sólo que su nombre real es Silvia Hervás. El seudónimo Alice Kellen lo eligió por Alicia en el país de las maravillas y Marian Keyes.
Quiso estudiar Historia del Arte, pero al no obtener suficiente nota en la prueba de selectividad, empezó a estudiar Filología Española, carrera que la decepcionó y abandonó en poco tiempo. Tras abandonar los estudios universitarios, empezó una empresa de marketing con su marido, y no fue hasta la publicación de su primer libro, que empezó a dedicarse de forma exclusiva a la escritura
Su primera novela se titula Llévame a cualquier lugar, una comedia romántica que publicó en Amazon en 2013 y consiguió posicionarse como uno de los libros más vendidos, hecho que llamó la atención de varias editoriales, entre ellas NEO, que publicó la novela bajo su sello al año siguiente. Aunque ya estaba en contacto con la editorial New Adult, Alice siguió auto publicándose, y algunas de sus novelas vieron la luz bajo otros sellos editoriales, como Titania, hasta que finalmente se estableció bajo el sello editorial Planeta. Su obra ha sido traducida a una decena de idiomas.
Fue en 2024 cuando en una entrevista desveló su nombre real, Silvia Hervás.

## Obras

### SerieVolver a ti
- 33 razones para volver a verte (2015), Titania (Ediciones Urano).
- 23 otoños antes de ti (2017), Titania (Ediciones Urano).
- 13 locuras que regalarte (2018), Titania (Ediciones Urano).

### BilogíaTú
- Otra vez tú (2014), Editorial Planeta.
- Tal vez tú (2017), Editorial Planeta.

### BilogíaDeja que ocurra
- Todo lo que nunca fuimos (2019), Editorial Planeta.
- Todo lo que somos juntos (2020), Editorial Planeta.

### Autoconclusivas
- Llévame a cualquier lugar (2013), Plataforma Editorial.
- Sigue lloviendo (2015), auto publicado.
- El día que dejó de nevar en Alaska (2017), Editorial Planeta.
- El chico que dibujaba constelaciones (2018), Editorial Planeta.
- Nosotros en la luna (2020), Editorial Planeta.
- Las alas de Sophie (2020), Editorial Planeta.
- Tú y yo, invencibles (2021), Editorial Planeta.
- El mapa de los anhelos (2022), Editorial Planeta.
- La teoría de los archipiélagos (2022), Editorial Planeta.
- Donde todo brilla  (2023)  Editorial Planeta.
- Quedará el amor (2024), Editorial Planeta.